# Lista över fornlämningar i Ulricehamns kommun (Blidsberg)
Lista över fornlämningar i Ulricehamns kommun (Blidsberg) är en förteckning av ett urval av de fornlämningar som finns i Blidsberg i Ulricehamns kommun.
| Namn                         | Lämningstyp                 | Tillkomsttid | Historisk indelning      | Plats | Läge                 | ID-nr          | Bild                                      |
| ---------------------------- | --------------------------- | ------------ | ------------------------ | ----- | -------------------- | -------------- | ----------------------------------------- |
| Blidsberg 1:1                | Runristning                 |              | Blidsberg, Västergötland |       | 57.933921, 13.500352 | 10163200010001 | Ladda upp en bild av detta fornminne      |
| Blidsberg 2:1                | Hällristning                |              | Blidsberg, Västergötland |       | 57.933435, 13.500450 | 10163200020001 | Ladda upp en bild av detta fornminne      |
| Blidsberg 3:1                | Stensättning                |              | Blidsberg, Västergötland |       | 57.933293, 13.500438 | 10163200030001 | Ladda upp en bild av detta fornminne      |
| Blidsberg 3:2                | Stensättning                |              | Blidsberg, Västergötland |       | 57.933262, 13.500655 | 10163200030002 | Ladda upp en bild av detta fornminne      |
| Blidsberg 3:3                | Stensättning                |              | Blidsberg, Västergötland |       | 57.932955, 13.500124 | 10163200030003 | Ladda upp en bild av detta fornminne      |
| Blidsberg 4:1                | Stensättning                |              | Blidsberg, Västergötland |       | 57.944499, 13.474118 | 10163200040001 | Ladda upp en bild av detta fornminne      |
| Blidsberg 5:1                | Stensättning                |              | Blidsberg, Västergötland |       | 57.941342, 13.475390 | 10163200050001 | Ladda upp en bild av detta fornminne      |
| Blidsberg 5:2                | Hög                         |              | Blidsberg, Västergötland |       | 57.941792, 13.476316 | 10163200050002 | Ladda upp en bild av detta fornminne      |
| Blidsberg 5:3                | Stensättning                |              | Blidsberg, Västergötland |       | 57.942119, 13.476561 | 10163200050003 | Ladda upp en bild av detta fornminne      |
| Blidsberg 6:1                | Stensättning                |              | Blidsberg, Västergötland |       | 57.941240, 13.474092 | 10163200060001 | Ladda upp en bild av detta fornminne      |
| Blidsberg 7:1                | Stensättning                |              | Blidsberg, Västergötland |       | 57.933435, 13.480081 | 10163200070001 | Ladda upp en bild av detta fornminne      |
| Blidsberg 7:2                | Stensättning                |              | Blidsberg, Västergötland |       | 57.933576, 13.480172 | 10163200070002 | Ladda upp en bild av detta fornminne      |
| Blidsberg 7:3                | Stensättning                |              | Blidsberg, Västergötland |       | 57.933511, 13.480619 | 10163200070003 | Ladda upp en bild av detta fornminne      |
| Blidsberg 7:4                | Stensättning                |              | Blidsberg, Västergötland |       | 57.933700, 13.480385 | 10163200070004 | Ladda upp en bild av detta fornminne      |
| Blidsberg 8:1                | Stensättning                |              | Blidsberg, Västergötland |       | 57.933322, 13.482687 | 10163200080001 | Ladda upp en bild av detta fornminne      |
| Blidsberg 8:2                | Stensättning                |              | Blidsberg, Västergötland |       | 57.932940, 13.481998 | 10163200080002 | Ladda upp en bild av detta fornminne      |
| Blidsberg 9:1                | Stensättning                |              | Blidsberg, Västergötland |       | 57.937362, 13.466438 | 10163200090001 | Ladda upp en bild av detta fornminne      |
| Blidsberg 9:2                | Stensättning                |              | Blidsberg, Västergötland |       | 57.937223, 13.466401 | 10163200090002 | Ladda upp en bild av detta fornminne      |
| Blidsberg 9:3                | Stensättning                |              | Blidsberg, Västergötland |       | 57.936969, 13.466438 | 10163200090003 | Ladda upp en bild av detta fornminne      |
| Blidsberg 9:4                | Stensättning                |              | Blidsberg, Västergötland |       | 57.936807, 13.466278 | 10163200090004 | Ladda upp en bild av detta fornminne      |
| Blidsberg 10:1               | Stensättning                |              | Blidsberg, Västergötland |       | 57.935557, 13.470980 | 10163200100001 | Ladda upp en bild av detta fornminne      |
| Blidsberg 11:1               | Stensättning                |              | Blidsberg, Västergötland |       | 57.939970, 13.508466 | 10163200110001 | Ladda upp en bild av detta fornminne      |
| Blidsberg 12:1               | Stensättning                |              | Blidsberg, Västergötland |       | 57.939962, 13.507049 | 10163200120001 | Ladda upp en bild av detta fornminne      |
| Blidsberg 13:1               | Röse                        |              | Blidsberg, Västergötland |       | 57.940409, 13.504823 | 10163200130001 | Ladda upp en bild av detta fornminne      |
| Blidsberg 13:2               | Röse                        |              | Blidsberg, Västergötland |       | 57.940092, 13.505182 | 10163200130002 | Ladda upp en bild av detta fornminne      |
| Blidsberg 13:3               | Röse                        |              | Blidsberg, Västergötland |       | 57.939663, 13.504617 | 10163200130003 | Ladda upp en bild av detta fornminne      |
| Blidsberg 13:4               | Röse                        |              | Blidsberg, Västergötland |       | 57.939621, 13.504308 | 10163200130004 | Ladda upp en bild av detta fornminne      |
| Blidsberg 14:1               | Stensättning                |              | Blidsberg, Västergötland |       | 57.939089, 13.508711 | 10163200140001 | Ladda upp en bild av detta fornminne      |
| Blidsberg 15:1               | Hög                         |              | Blidsberg, Västergötland |       | 57.939416, 13.513144 | 10163200150001 | Ladda upp en bild av detta fornminne      |
| Blidsberg 16:1               | Röse                        |              | Blidsberg, Västergötland |       | 57.940398, 13.502607 | 10163200160001 | Ladda upp en bild av detta fornminne      |
| Blidsberg 17:1               | Hällristning                |              | Blidsberg, Västergötland |       | 57.936720, 13.495431 | 10163200170001 | Ladda upp en bild av detta fornminne      |
| Blidsberg 17:2               | Hällristning                |              | Blidsberg, Västergötland |       | 57.936923, 13.495343 | 10163200170002 | Ladda upp en bild av detta fornminne      |
| Blidsberg 18:1               | Stensättning                |              | Blidsberg, Västergötland |       | 57.936154, 13.500258 | 10163200180001 | Ladda upp en bild av detta fornminne      |
| Blidsberg 19:1               | Gravfält                    |              | Blidsberg, Västergötland |       | 57.937283, 13.504260 | 10163200190001 | Ladda upp en bild av detta fornminne      |
| Blidsberg 20:1               | Gravfält                    |              | Blidsberg, Västergötland |       | 57.938196, 13.506001 | 10163200200001 | Ladda upp en bild av detta fornminne      |
| Blidsberg 21:1               | Hög                         |              | Blidsberg, Västergötland |       | 57.936180, 13.504011 | 10163200210001 | Ladda upp en bild av detta fornminne      |
| Blidsberg 21:2               | Stenkrets                   |              | Blidsberg, Västergötland |       | 57.936370, 13.504136 | 10163200210002 | Ladda upp en bild av detta fornminne      |
| Blidsberg 22:1               | Gravfält                    |              | Blidsberg, Västergötland |       | 57.934963, 13.501394 | 10163200220001 | Ladda upp en bild av detta fornminne      |
| Blidsberg 23:1               | Gravfält                    |              | Blidsberg, Västergötland |       | 57.934808, 13.502487 | 10163200230001 | Ladda upp en bild av detta fornminne      |
| Blidsberg 24:1               | Stensättning                |              | Blidsberg, Västergötland |       | 57.932400, 13.501976 | 10163200240001 | Ladda upp en bild av detta fornminne      |
| Blidsberg 25:1               | Stensättning                |              | Blidsberg, Västergötland |       | 57.935350, 13.514519 | 10163200250001 | Ladda upp en bild av detta fornminne      |
| Blidsberg 26:1               | Stensättning                |              | Blidsberg, Västergötland |       | 57.932946, 13.507366 | 10163200260001 | Ladda upp en bild av detta fornminne      |
| Blidsberg 26:2               | Stenkrets                   |              | Blidsberg, Västergötland |       | 57.932812, 13.507454 | 10163200260002 | Ladda upp en bild av detta fornminne      |
| Blidsberg 26:3               | Stenkrets                   |              | Blidsberg, Västergötland |       | 57.932878, 13.507389 | 10163200260003 | Ladda upp en bild av detta fornminne      |
| Blidsberg 27:1               | Stensättning                |              | Blidsberg, Västergötland |       | 57.932655, 13.506392 | 10163200270001 | Ladda upp en bild av detta fornminne      |
| Blidsberg 28:1               | Stensättning                |              | Blidsberg, Västergötland |       | 57.928539, 13.506278 | 10163200280001 | Ladda upp en bild av detta fornminne      |
| Blidsberg 29:1               | Hällristning                |              | Blidsberg, Västergötland |       | 57.933593, 13.504635 | 10163200290001 | Ladda upp en bild av detta fornminne      |
| Gaddabacken (Blidsberg 30:1) | Röse                        |              | Blidsberg, Västergötland |       | 57.931806, 13.497617 | 10163200300001 | Ladda upp en bild av detta fornminne      |
| Blidsberg 31:1               | Gravfält                    |              | Blidsberg, Västergötland |       | 57.934818, 13.498192 | 10163200310001 | Ladda upp en bild av detta fornminne      |
| Blidsberg 32:1               | Gravfält                    |              | Blidsberg, Västergötland |       | 57.934787, 13.496484 | 10163200320001 | Ladda upp en bild av detta fornminne      |
| Blidsberg 33:1               | Runristning                 |              | Blidsberg, Västergötland |       | 57.926718, 13.492289 | 10163200330001 | Ladda upp en till bild av detta fornminne |
| Blidsberg 33:2               | Runristning                 |              | Blidsberg, Västergötland |       | 57.926729, 13.492467 | 10163200330002 | Ladda upp en till bild av detta fornminne |
| Blidsberg 33:3               | Runristning                 |              | Blidsberg, Västergötland |       | 57.926727, 13.492164 | 10163200330003 | Ladda upp en till bild av detta fornminne |
| Blidsberg 34:1               | Stensättning                |              | Blidsberg, Västergötland |       | 57.926990, 13.489314 | 10163200340001 | Ladda upp en bild av detta fornminne      |
| Blidsberg 34:2               | Stensättning                |              | Blidsberg, Västergötland |       | 57.926606, 13.489090 | 10163200340002 | Ladda upp en bild av detta fornminne      |
| Blidsberg 35:1               | Stensättning                |              | Blidsberg, Västergötland |       | 57.927630, 13.486143 | 10163200350001 | Ladda upp en bild av detta fornminne      |
| Blidsberg 36:1               | Stensättning                |              | Blidsberg, Västergötland |       | 57.926954, 13.485026 | 10163200360001 | Ladda upp en bild av detta fornminne      |
| Blidsberg 37:1               | Stensättning                |              | Blidsberg, Västergötland |       | 57.930238, 13.487543 | 10163200370001 | Ladda upp en bild av detta fornminne      |
| Blidsberg 37:2               | Stensättning                |              | Blidsberg, Västergötland |       | 57.930093, 13.487474 | 10163200370002 | Ladda upp en bild av detta fornminne      |
| Blidsberg 37:3               | Stensättning                |              | Blidsberg, Västergötland |       | 57.930205, 13.486983 | 10163200370003 | Ladda upp en bild av detta fornminne      |
| Blidsberg 38:1               | Stensättning                |              | Blidsberg, Västergötland |       | 57.931221, 13.487437 | 10163200380001 | Ladda upp en bild av detta fornminne      |
| Blidsberg 38:2               | Stensättning                |              | Blidsberg, Västergötland |       | 57.931315, 13.487124 | 10163200380002 | Ladda upp en bild av detta fornminne      |
| Blidsberg 39:1               | Stensättning                |              | Blidsberg, Västergötland |       | 57.927871, 13.479862 | 10163200390001 | Ladda upp en bild av detta fornminne      |
| Blidsberg 40:1               | Grav markerad av sten/block |              | Blidsberg, Västergötland |       | 57.923758, 13.490629 | 10163200400001 | Ladda upp en bild av detta fornminne      |
| Blidsberg 41:1               | Stensättning                |              | Blidsberg, Västergötland |       | 57.927854, 13.498735 | 10163200410001 | Ladda upp en bild av detta fornminne      |
| Blidsberg 42:1               | Stensättning                |              | Blidsberg, Västergötland |       | 57.928823, 13.501082 | 10163200420001 | Ladda upp en bild av detta fornminne      |
| Blidsberg 43:1               | Gravfält                    |              | Blidsberg, Västergötland |       | 57.927615, 13.502350 | 10163200430001 | Ladda upp en bild av detta fornminne      |
| Blidsberg 43:2               | Stensättning                |              | Blidsberg, Västergötland |       | 57.928271, 13.501554 | 10163200430002 | Ladda upp en bild av detta fornminne      |
| Blidsberg 44:1               | Stensättning                |              | Blidsberg, Västergötland |       | 57.925459, 13.502195 | 10163200440001 | Ladda upp en bild av detta fornminne      |
| Blidsberg 45:1               | Stensättning                |              | Blidsberg, Västergötland |       | 57.924618, 13.502435 | 10163200450001 | Ladda upp en bild av detta fornminne      |
| Blidsberg 45:2               | Röse                        |              | Blidsberg, Västergötland |       | 57.924203, 13.501946 | 10163200450002 | Ladda upp en bild av detta fornminne      |
| Blidsberg 46:1               | Stensättning                |              | Blidsberg, Västergötland |       | 57.924642, 13.501035 | 10163200460001 | Ladda upp en bild av detta fornminne      |
| Blidsberg 46:2               | Stensättning                |              | Blidsberg, Västergötland |       | 57.924757, 13.501202 | 10163200460002 | Ladda upp en bild av detta fornminne      |
| Blidsberg 47:1               | Röse                        |              | Blidsberg, Västergötland |       | 57.924324, 13.503543 | 10163200470001 | Ladda upp en bild av detta fornminne      |
| Blidsberg 47:2               | Stenkrets                   |              | Blidsberg, Västergötland |       | 57.924435, 13.503598 | 10163200470002 | Ladda upp en bild av detta fornminne      |
| Blidsberg 47:3               | Stensättning                |              | Blidsberg, Västergötland |       | 57.924777, 13.504276 | 10163200470003 | Ladda upp en bild av detta fornminne      |
| Blidsberg 48:1               | Stensättning                |              | Blidsberg, Västergötland |       | 57.925562, 13.504431 | 10163200480001 | Ladda upp en bild av detta fornminne      |
| Blidsberg 49:1               | Stensättning                |              | Blidsberg, Västergötland |       | 57.925929, 13.497675 | 10163200490001 | Ladda upp en bild av detta fornminne      |
| Blidsberg 50:1               | Stensättning                |              | Blidsberg, Västergötland |       | 57.919300, 13.497161 | 10163200500001 | Ladda upp en bild av detta fornminne      |
| Blidsberg 50:2               | Stensättning                |              | Blidsberg, Västergötland |       | 57.919130, 13.497263 | 10163200500002 | Ladda upp en bild av detta fornminne      |
| Blidsberg 50:3               | Stensättning                |              | Blidsberg, Västergötland |       | 57.919053, 13.497529 | 10163200500003 | Ladda upp en bild av detta fornminne      |
| Blidsberg 51:1               | Gravfält                    |              | Blidsberg, Västergötland |       | 57.916986, 13.491890 | 10163200510001 | Ladda upp en bild av detta fornminne      |
| Blidsberg 52:1               | Stensättning                |              | Blidsberg, Västergötland |       | 57.914280, 13.494156 | 10163200520001 | Ladda upp en bild av detta fornminne      |
| Blidsberg 52:2               | Stensättning                |              | Blidsberg, Västergötland |       | 57.914398, 13.494011 | 10163200520002 | Ladda upp en bild av detta fornminne      |
| Blidsberg 53:1               | Gravfält                    |              | Blidsberg, Västergötland |       | 57.919704, 13.488689 | 10163200530001 | Ladda upp en bild av detta fornminne      |
| Blidsberg 55:1               | Stensättning                |              | Blidsberg, Västergötland |       | 57.920699, 13.490371 | 10163200550001 | Ladda upp en bild av detta fornminne      |
| Marör (Blidsberg 56:1)       | Gravfält                    |              | Blidsberg, Västergötland |       | 57.914182, 13.482334 | 10163200560001 | Ladda upp en bild av detta fornminne      |
| Högsberget (Blidsberg 57:1)  | Röse                        |              | Blidsberg, Västergötland |       | 57.917380, 13.480714 | 10163200570001 | Ladda upp en bild av detta fornminne      |
| Högsberget (Blidsberg 57:2)  | Stensättning                |              | Blidsberg, Västergötland |       | 57.917408, 13.481167 | 10163200570002 | Ladda upp en bild av detta fornminne      |
| Högsberget (Blidsberg 57:3)  | Stensättning                |              | Blidsberg, Västergötland |       | 57.917859, 13.481214 | 10163200570003 | Ladda upp en bild av detta fornminne      |
| Blidsberg 58:1               | Stensättning                |              | Blidsberg, Västergötland |       | 57.914391, 13.478289 | 10163200580001 | Ladda upp en bild av detta fornminne      |
| Blidsberg 58:2               | Stensättning                |              | Blidsberg, Västergötland |       | 57.914855, 13.478293 | 10163200580002 | Ladda upp en bild av detta fornminne      |
| Blidsberg 59:1               | Stensättning                |              | Blidsberg, Västergötland |       | 57.915719, 13.476554 | 10163200590001 | Ladda upp en bild av detta fornminne      |
| Blidsberg 60:1               | Stensättning                |              | Blidsberg, Västergötland |       | 57.920949, 13.487141 | 10163200600001 | Ladda upp en bild av detta fornminne      |
| Blidsberg 61:1               | Stensättning                |              | Blidsberg, Västergötland |       | 57.914927, 13.476272 | 10163200610001 | Ladda upp en bild av detta fornminne      |
| Blidsberg 61:2               | Stensättning                |              | Blidsberg, Västergötland |       | 57.915018, 13.476096 | 10163200610002 | Ladda upp en bild av detta fornminne      |
| Blidsberg 63:1               | Stenkrets                   |              | Blidsberg, Västergötland |       | 57.908443, 13.474406 | 10163200630001 | Ladda upp en bild av detta fornminne      |
| Blidsberg 64:1               | Stensättning                |              | Blidsberg, Västergötland |       | 57.907911, 13.474922 | 10163200640001 | Ladda upp en bild av detta fornminne      |
| Blidsberg 66:1               | Stensättning                |              | Blidsberg, Västergötland |       | 57.923958, 13.503551 | 10163200660001 | Ladda upp en bild av detta fornminne      |
| Blidsberg 67:1               | Röse                        |              | Blidsberg, Västergötland |       | 57.923442, 13.502703 | 10163200670001 | Ladda upp en bild av detta fornminne      |
| Blidsberg 68:1               | Stensättning                |              | Blidsberg, Västergötland |       | 57.938198, 13.493042 | 10163200680001 | Ladda upp en bild av detta fornminne      |
| Blidsberg 69:1               | Stensättning                |              | Blidsberg, Västergötland |       | 57.950840, 13.469136 | 10163200690001 | Ladda upp en bild av detta fornminne      |
| Blidsberg 70:1               | Hällristning                |              | Blidsberg, Västergötland |       | 57.931401, 13.491112 | 10163200700001 | Ladda upp en bild av detta fornminne      |
| Blidsberg 72:1               | Hällristning                |              | Blidsberg, Västergötland |       | 57.926813, 13.501632 | 10163200720001 | Ladda upp en bild av detta fornminne      |
| Blidsberg 74:1               | Hällristning                |              | Blidsberg, Västergötland |       | 57.927668, 13.484853 | 10163200740001 | Ladda upp en bild av detta fornminne      |
| Blidsberg 74:2               | Hällristning                |              | Blidsberg, Västergötland |       | 57.927790, 13.484058 | 10163200740002 | Ladda upp en bild av detta fornminne      |
| Blidsberg 75:1               | Stensättning                |              | Blidsberg, Västergötland |       | 57.926935, 13.486848 | 10163200750001 | Ladda upp en bild av detta fornminne      |
| Blidsberg 77:1               | Hällristning                |              | Blidsberg, Västergötland |       | 57.925888, 13.501556 | 10163200770001 | Ladda upp en bild av detta fornminne      |
| Blidsberg 79:1               | Hällristning                |              | Blidsberg, Västergötland |       | 57.928292, 13.504849 | 10163200790001 | Ladda upp en bild av detta fornminne      |
| Blidsberg 80:1               | Hällristning                |              | Blidsberg, Västergötland |       | 57.928477, 13.504246 | 10163200800001 | Ladda upp en bild av detta fornminne      |
| Blidsberg 86:1               | Hällristning                |              | Blidsberg, Västergötland |       | 57.929088, 13.507421 | 10163200860001 | Ladda upp en bild av detta fornminne      |
| Blidsberg 87:1               | Hällristning                |              | Blidsberg, Västergötland |       | 57.926224, 13.479906 | 10163200870001 | Ladda upp en bild av detta fornminne      |
| Blidsberg 87:2               | Hällristning                |              | Blidsberg, Västergötland |       | 57.926439, 13.479648 | 10163200870002 | Ladda upp en bild av detta fornminne      |
| Blidsberg 90:1               | Hällristning                |              | Blidsberg, Västergötland |       | 57.934580, 13.500306 | 10163200900001 | Ladda upp en bild av detta fornminne      |
| Blidsberg 92:1               | Stensättning                |              | Blidsberg, Västergötland |       | 57.942535, 13.502941 | 10163200920001 | Ladda upp en bild av detta fornminne      |
| Blidsberg 94:1               | Hällristning                |              | Blidsberg, Västergötland |       | 57.940429, 13.471421 | 10163200940001 | Ladda upp en bild av detta fornminne      |
| Blidsberg 95:1               | Hällristning                |              | Blidsberg, Västergötland |       | 57.939088, 13.470645 | 10163200950001 | Ladda upp en bild av detta fornminne      |
| Blidsberg 97:1               | Stensättning                |              | Blidsberg, Västergötland |       | 57.936991, 13.460326 | 10163200970001 | Ladda upp en bild av detta fornminne      |
| Blidsberg 100:1              | Stensättning                |              | Blidsberg, Västergötland |       | 57.928525, 13.483652 | 10163201000001 | Ladda upp en bild av detta fornminne      |
| Blidsberg 108:1              | Stensättning                |              | Blidsberg, Västergötland |       | 57.949731, 13.470619 | 10163201080001 | Ladda upp en bild av detta fornminne      |
| Blidsberg 112:1              | Stenkrets                   |              | Blidsberg, Västergötland |       | 57.950644, 13.466908 | 10163201120001 | Ladda upp en bild av detta fornminne      |
| Blidsberg 113:1              | Hällristning                |              | Blidsberg, Västergötland |       | 57.946639, 13.469526 | 10163201130001 | Ladda upp en bild av detta fornminne      |
| Blidsberg 119:1              | Stensättning                |              | Blidsberg, Västergötland |       | 57.918959, 13.474206 | 10163201190001 | Ladda upp en bild av detta fornminne      |
| Blidsberg 131:1              | Stensättning                |              | Blidsberg, Västergötland |       | 57.919387, 13.472635 | 10163201310001 | Ladda upp en bild av detta fornminne      |
| Blidsberg 132:1              | Stensättning                |              | Blidsberg, Västergötland |       | 57.913803, 13.481564 | 10163201320001 | Ladda upp en bild av detta fornminne      |